# Fraconalto
Fraconalto (Fracunàut in piemontese, Fiacón in ligure, Fiaccone fino al 1927) è un comune italiano di 302 abitanti della provincia di Alessandria, in Piemonte, situato sull'Appennino Ligure tra l'alta Val Lemme e la valle Scrivia, nei pressi del passo della Bocchetta, alle pendici del monte Leco (1.072 m) e dell'Alpe di Porale (839 m).
Insieme a Voltaggio è uno dei comuni più "liguri" della Provincia di Alessandria e mantiene fortissimi legami con Genova.
Parte del territorio comunale fa parte del Parco Regionale delle Capanne di Marcarolo.

## Storia
Il nome antico, fino al 1927, era Fiaccone; viene citato nei documenti medievali come Flaconum (latinizzato, con la raffigurazione in xilografia dal Caffaro).
Il paese sorse probabilmente nel X secolo lungo il percorso della via Postumia, che attraversava i crinali dalla Bocchetta al Monte Poggio, passando per il suo sito e procedendo per il monte Porale.
Fiaccone rappresentò per secoli un importante luogo fortificato su questa via che era strategicamente importante poiché collegava l'Oltregiogo attraverso il passo della Bocchetta, con la Riviera ligure, conducendo a Genova.
Nel 1121 entrò a far parte della Repubblica di Genova, a seguito della fortunata campagna militare che assicurò a Genova il dominio dell'Oltregiogo.
Dopo l'occupazione del 1121 da parte dei Genovesi, Fraconalto assunse una funzione fondamentale per la difesa dei transiti militari e mercantili da e per la pianura padana.
L'importanza delle fortificazioni (ed installazioni civili, hospitales)  locali, Castello Alliano (situato presso l'antico valico di Pian - o Cian - di Reste) e Castello di Fraconalto è evidenziata dal potenziamento del castello di Fraconalto nel 1161 e il restauro di quello di Reste del 1436.
Nel 1155 la Repubblica di Genova affidò Fiaccone in feudo, in condominio, alle famiglie Visconti e Fornari.
Nel 1255 passò dalla diocesi di Tortona all'arcidiocesi di Genova, a cui appartiene tuttora.
Con diploma in data 16 novembre 1536, l'Imperatore Carlo VI, confermò il possesso “dei territori dell'Oltre Giogo” (tra cui Fraconalto) alla Repubblica di Genova, e nel 1544 la Repubblica di Genova approvò i “Liberi Statuti” dei  “Sudditi Fidelissimi” di Fiaccone, in forza dei quali la comunità locale avrebbe eletto i propri Consoli, e questi avrebbero provveduto all'amministrazione locale senza interventi, se non per gravi motivi, del governo della Repubblica.
Fraconalto perse importanza a seguito della costruzione, nel 1585, del nuovo percorso di valico dell'antica "via del sale", che valicava l'Appennino in fondovalle, ignorando i crinali (esso corrisponde all'attuale strada provinciale SP5 della Bocchetta fino a Voltaggio).
Tale nuovo percorso fu poi detto Via Cambiagia, dal nome del doge della Repubblica di Genova, Giovanni Battista Cambiaso, che nel 1771 lo rese idoneo al passaggio di carri e carrozze, per l'intera estensione della strada, da Sampierdarena a Novi Ligure.
Dal XVII secolo il paese dipense dal Capitano di Novi, trasformato nel 1708 dalla Repubblica di Genova in governatore.
Nel 1797, all'avvento della Repubblica Ligure, entrò a far parte del Dipartimento del Lemme con capoluogo Gavi, e del comune di Voltaggio, fino al 1805.
Con l'annessione della Repubblica Ligure all'Impero Napoleonico, nel 1805 Fiaccone fece parte del Cantone di Gavi nel Dipartimento di Genova, mentre con la restaurazione entrò a far parte della Provincia di Novi, parte della Divisione di Genova.
Per effetto del decreto Rattazzi, nel 1859 Fraconalto venne sottratto alla Liguria ed assegnato alla nuova Provincia di Alessandria.
Nel 1908 e nel 1938 il Comune chiese, senza esito, di essere annesso alla Provincia di Genova. Nei primi anni del XX secolo venne costruita sulla vetta dell'Alpe di Porale una piccola chiesa dedicata a Maria Ausiliatrice terminata nel 1910.
Con Regio Decreto 19 maggio 1927, n. 903, venne modificato il nome da Fiaccone in Fraconalto, su istanza del podestà dell'epoca, Giovanni Odino.

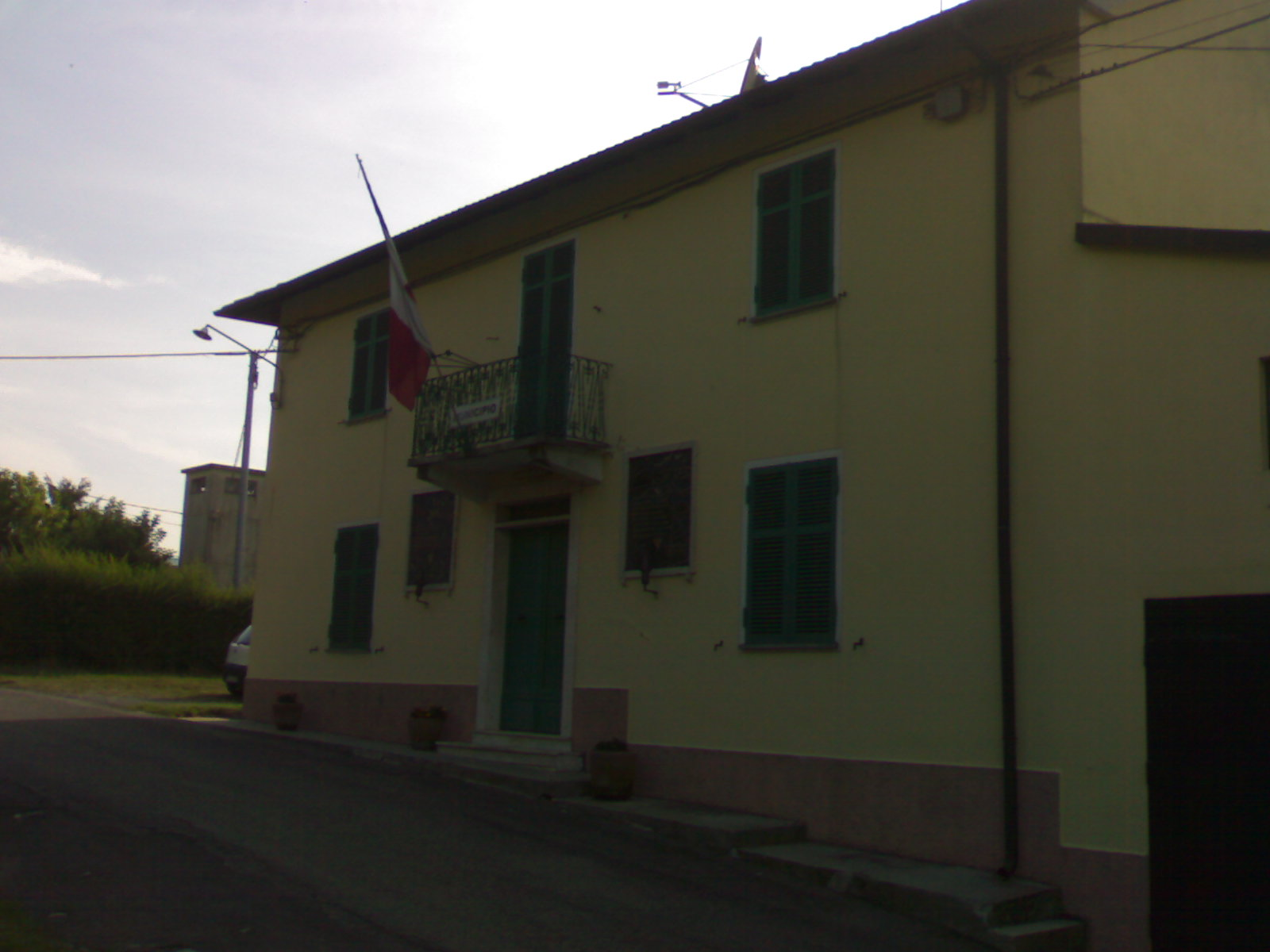
Il municipio di Fraconalto

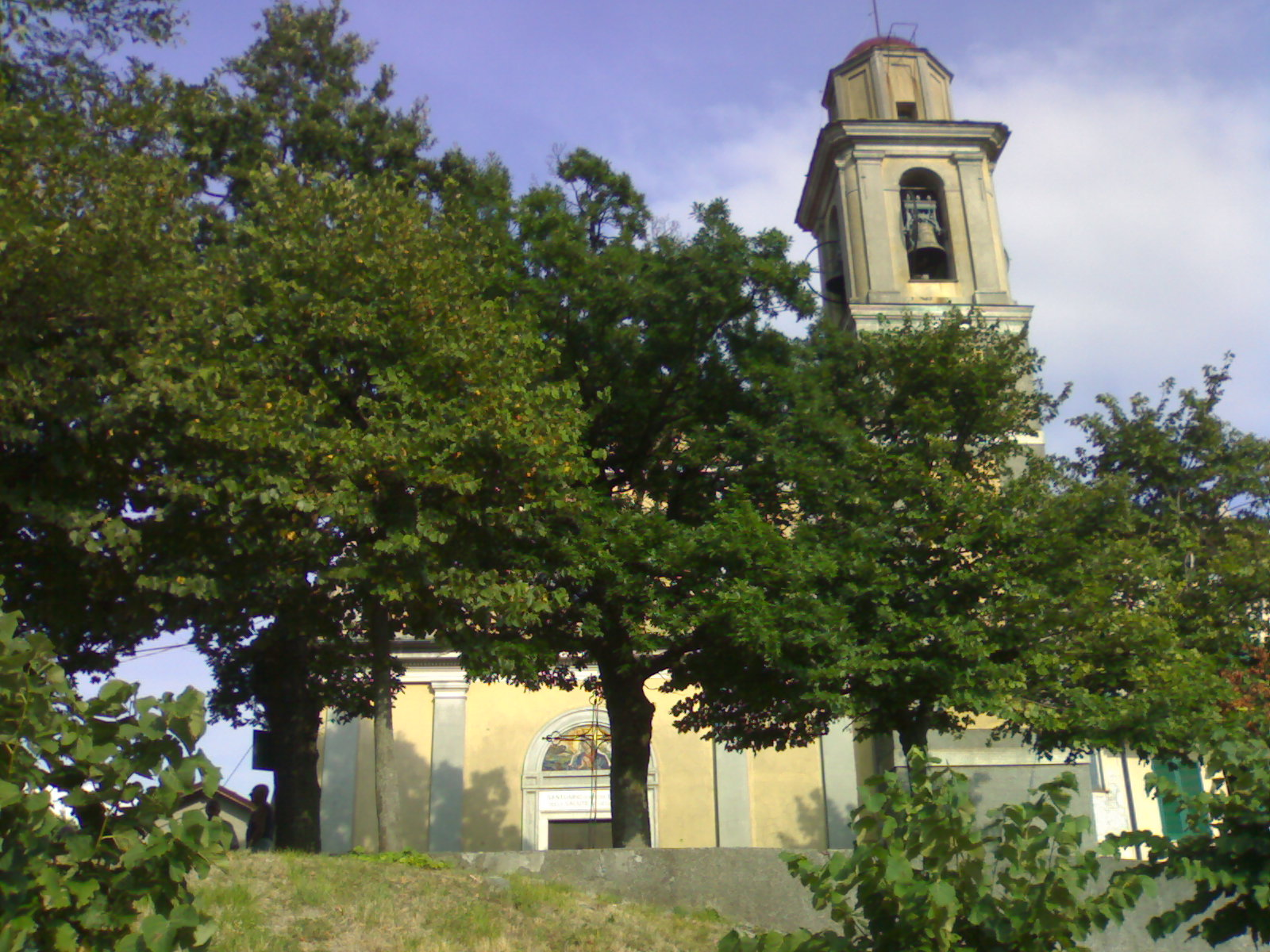
Santuario di Nostra Signora della Salute e della Pace di Fraconalto

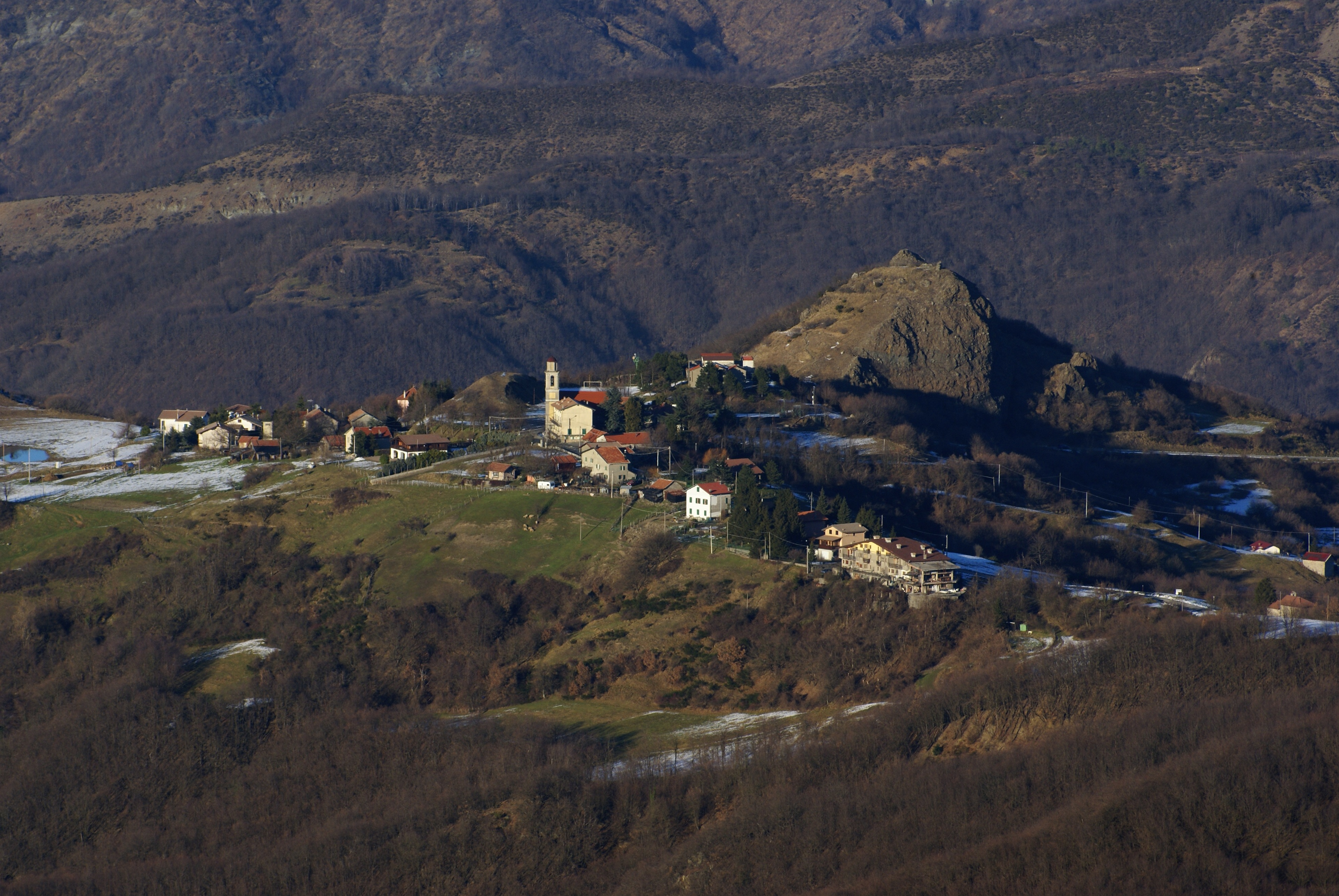
Fraconalto visto dal Monte Leco

### Simboli
Lo stemma del comune di Fraconalto è stato concesso con regio decreto del 24 agosto 1928.

## Società

### Evoluzione demografica
Abitanti censiti

POPOLAZIONE 1971-2008:
| Anno | Versante Lemme | %     | Versante Scrivia | %     | Totale residenti |
| ---- | -------------- | ----- | ---------------- | ----- | ---------------- |
| 1971 | 146            | 44,2% | 184              | 55,8% | 330              |
| 1981 | 136            | 47,8% | 148              | 52,2% | 284              |
| 1991 | 130            | 45,5% | 162              | 52,5% | 292              |
| 2001 | 112            | 34,1% | 226              | 65,9% | 328              |
| 2008 | 102            | 27,5% | 269              | 72,5% | 371              |

Fonte:Questioni demografiche e amministrative nell'Oltregioco genovese pagg. 3-4, Pietro Barozzi su "Liguria Geografia" Anno XI (2009), numero 12, Imperia, dicembre 2009
Come si può vedere nella tabella, la popolazione è divisa tra la Valle Scrivia (frazioni di Freccia, Tegli, Castagnola, Pian dei Grilli) e val Lemme (Fraconalto capoluogo e Molini). Dal 1971, la popolazione è diminuita fino al 1991 con gli abitanti quasi equamente divisi tra le due valli e dopo il 1991 le frazioni in val Lemme hanno subito uno spopolamento, mentre le frazioni in valle Scrivia hanno aumentato il loro peso demografico, dato che sono facilmente raggiungibili da Ronco Scrivia e dalle più importanti vie di comunicazione delle vicine Busalla e Genova.

### Istituzioni, enti e associazioni
- Pro Loco Fraconalto

## Cultura

### Eventi
- Festa di Nostra Signora della Salute con lotteria, la prima domenica di luglio
- Festa di Nostra Signora della Pace, la seconda domenica di luglio
- Festa di Sant'Anna in frazione Molini il 25-26 luglio
- Expò Locale Canina ad agosto
- Festività di San Lorenzo con frittelle in piazza il 10 agosto
- Festa di San Bernardo in frazione Castagnola il 22 agosto sera e il 23 agosto di pomeriggio

## Infrastrutture e trasporti

### Distanze
- Alessandria 51 km
- Genova Pontedecimo: 22 km
- Genova centro 39 km
- Borgo Fornari (Ronco Scrivia): 8 km
- Busalla: 10 km
- Carrosio: 11 km
- Gavi: 15 km
- Arquata Scrivia: 22 km

### Autostrade
Le uscite autostradali più vicine sono i caselli di Ronco Scrivia e Busalla sulla A7 Milano-Genova, da cui il paese dista 10 km.

### Ferrovie
La stazione di Borgo Fornari per Voltaggio è la fermata ferroviaria più vicina sulla linea Torino-Genova.

## Amministrazione
Di seguito è presentata una tabella relativa alle amministrazioni che si sono succedute in questo comune.
| Periodo        | Periodo        | Primo cittadino    | Partito                                             | Carica  | Note   |
| -------------- | -------------- | ------------------ | --------------------------------------------------- | ------- | ------ |
| 6 giugno 1985  | 9 giugno 1990  | Pierino Gozzoli    | lista civica                                        | Sindaco | [ 12 ] |
| 9 giugno 1990  | 24 aprile 1995 | Pierino Gozzoli    | lista civica                                        | Sindaco | [ 12 ] |
| 24 aprile 1995 | 14 giugno 1999 | Pierino Gozzoli    | centro                                              | Sindaco | [ 12 ] |
| 14 giugno 1999 | 14 giugno 2004 | Pierino Gozzoli    | lista civica                                        | Sindaco | [ 12 ] |
| 14 giugno 2004 | 8 giugno 2009  | Andrea Bagnasco    | lista civica                                        | Sindaco | [ 12 ] |
| 8 giugno 2009  | 26 maggio 2014 | Andrea Bagnasco    | lista civica                                        | Sindaco | [ 12 ] |
| 26 maggio 2014 | 27 maggio 2019 | Francesco Di Vanni | lista civica Stretta di mano con spighe             | Sindaco | [ 12 ] |
| 27 maggio 2019 | 9 giugno 2024  | Francesco Di Vanni | lista civica Stretta di mano e spighe di grano      | Sindaco | [ 12 ] |
| 9 giugno 2024  | in carica      | Francesco Di Vanni | lista civica Stretta di mano su tre spighe di grano | Sindaco | [ 12 ] |